# Say Somethin'
Pour les articles homonymes, voir Say Something.
Singles par Mariah Carey
Don't Forget About Us
(2005) Lil' L.O.V.E.
(2007)
Singles par Snoop Dogg
Gangsta Zone
(2005) Buttons
(2006)
Say Somethin' est une chanson de l'artiste américaine Mariah Carey. Elle est écrite par Carey, Snoop Dogg, Chad Hugo, Pharrell Williams et produite par The Neptunes. Elle est le sixième single de l'album The Emancipation of Mimi (2005). Elle est l'une des quelques chansons de son catalogue dans lesquelles elle ne participe pas à la production. Say Somethin' s'inspire du R&B et du hip-hop. Les paroles présentent une conversation entre un homme et une femme qui discutent du sexe et sur ce qu'ils prévoient de faire dans une chambre.
La chanson reçoit des avis mitigés de la plupart des critiques. Ils louent ou critiquent la production et le chant. Certains disent que la performance vocale de Carey est trop banale pour une chanteuse comme elle, tandis que d'autres disent que son instrumentation se distingue des artistes. La chanson ne rencontre pas un immense succès et atteint la 79e place du Billboard Hot 100. Say Somethin' ne connaît pas de succès et n'atteint ni le top 20 en Australie ni le top 40 en Europe.
Say Somethin' est accompagnée d'un clip à gros budget, réalisé par Paul Hunter à Paris. On y voit Carey, Williams, Dogg, des couturiers et André Leon Talley, l'éditeur de Vogue. La vidéo montre Carey et Williams traqués par des paparazzis en voiture dans des embouteillages à Paris. On la voit aussi en train d'essayer des vêtements dans le magasin Louis Vuitton aux Champs-Élysées. La vidéo se termine lorsque l'on voit le couple marcher sur un pont de Paris en regardant la Seine.

## Genèse
« Nous travaillions dans le même studio. J'étais devant le micro et elle était derrière tandis que Pharrell produisait. Il disait : « Traverse le couloir et prend ce micro maintenant ». Et c'était à une autre superstar de s'occuper de la production. Nelly était là. Il m'a dit comment je pouvais intégrer mon rap. Malgré sa réputation de femme très perfectionniste, Mariah était ravie du résultat ».
Après le succès qu'elle a rencontré dans les années 1990, Carey se sépare de Columbia Records après la sortie de Rainbow en 1999. Presque un an après, elle signe un contrat de 100 millions de dollars pour cinq albums avec Virgin Records et commence à travailler sur un film et sa bande originale intitulés Glitter. Avant sa sortie prévue pour le 11 septembre 2001, Carey souffre d'une dégradation physique et émotionnelle et séjourne quelques semaines à l'hôpital. Glitter est un fiasco cinématographique : il ne récolte que huit millions de dollars de recettes et reçoit des critiques acerbes. La bande originale, qui marche un peu mieux, manque d'atteindre les succès critiques et commerciaux des précédents albums et entraîne finalement l'annulation de son contrat avec Virgin,.
À la suite de ces évènements et de la parution de l'opus suivant, Charmbracelet (2002), Carey commence à conceptualiser de nouvelles chansons pour The Emancipation of Mimi (2005). Vers la fin de l'année 2004, elle a déjà produit beaucoup de chansons. Lors d'un rendez-vous avec Pharrell Williams, Carey décide de travailler avec Snoop Dogg pour la première fois depuis Crybaby. Lors d'un bref rendez-vous avec ces deux personnes, elle leur présente une version incomplète de Say Somethin' et Dogg la termine en rajoutant un couplet.

## Enregistrement
Say Somethin' est la première collaboration entre Carey et Snoop Dogg depuis Crybaby, une chanson issue de l'album Rainbow. Après avoir terminé la chanson en novembre 2004, Snoop Dogg parle de sa collaboration avec Carey dans une interview de MTV et de ses sentiments envers la chanteuse :

« Elle est tellement douce. Elle est tellement belle. Je lui ai toujours raconté cette histoire : Quand j'étais en prison, Vision of Love était numéro un partout. Je me disais : « Ah ! Si seulement je pouvais la rencontrer ! ». J'ai travaillé avec elle puis Pharrell m'a aidé à travailler une nouvelle fois avec elle. »

Lorsque Carey termine d'écrire et de produire la chanson avec Williams, Dogg ajoute un couplet de rap et quelques effets sonores. Il décrit quelques éléments notoires : « Le rythme est juste dingue et c'est détonant. Je disais : « D'accord, donne-moi ça, M.C. » J'ai peaufiné la chanson dans mon studio en ajoutant mon style ». Après avoir légèrement modifié la chanson et les couplets, Dogg rencontre Carey une fois de plus pour avoir son avis : « Quand je lui ai montré cette version, elle a dit : « Oh, j'adore ! » J'ai dit : « OK, embrasse-moi, bébé ». Elle est aussi douce que du coton ! Dieu soit loué ! Jésus, M.C. ! Ce que je ne voudrais pas... Laissez-moi ».

## Sortie
En janvier 2005, Carey a déjà terminé plusieurs chansons pour son futur album. Elle révèle son titre, The Emancipation of Mimi, et très vite, Say Somethin' va être choisie comme premier single à l'unanimité du label. Lorsqu'elle s'entretient avec L.A. Reid, celui-ci lui suggère de produire quelques bons singles pour que le projet dure dans le commerce. Il s'appuie sur le fait qu'elle a écrit quelques tubes avec Jermaine Dupri pour la pousser à aller le rejoindre à Atlanta. Lors d'une interview avec MTV, elle reparle de cet entretien : « L.A. m'a dit, « Jermaine Dupri et toi faites quelque chose de magique ensemble, pourquoi n'irais-tu pas en studio avec lui ? » J'ai répondu : « J'adore Jermaine, il est libre ? Je sais qu'il fait beaucoup de choses, avec Usher, tout ça... ». Mais Jermaine a dit : « OK, viens » ». Durant ces deux jours, le duo écrit et produit trois quatre singles éventuels avec parmi eux, Shake It Off et Get Your Number. Dans une interview avec MTV, Carey parle des plusieurs sentiments qui ont influencé la composition de l'album avant son voyage à Atlanta :

« J'ai commencé à m'anticiper. Et puis, j'ai réalisé que je devais y aller avec mes tripes. Parce que tout le monde a une opinion, et beaucoup de ces opinions sur moi sont totalement opposées. D'un côté, ils disent : « Nous l'aimons quand elle fait des ballades, elle doit faire des ballades ». De l'autre : « Nous voulons entendre un morceau hip-hop. Pourquoi est-elle habillée comme ça ? Elle devrait plus se montrer ». Vous voyez ce que je veux dire ? Je dois « Rester dans cette voie et arriver à comprendre ». »

Lors de l'un de ses derniers entretiens avec Reid, elle décide de retourner à Atlanta, dans l'espoir d'écrire d'autres belles chansons. Lors du second voyage, Dupri et elle écrivent deux dernières chansons et l'ajoutent à l'album, il s'agit de We Belong Together et It's Like That. Le label les choisit comme premiers singles au détriment de Say Somethin'. À la suite du succès de The Emancipation of Mimi, Fly Like a Bird sort en single promotionnel. La chanson sort le 3 avril 2006, simultanément avec Say Somethin', sur les radios urban et gospel alors que Say Somethin' est envoyée aux radios tout public. Tom Ferguson de Billboard n'est pas d'accord sur le fait de mettre deux singles en concurrence, surtout qu'il a donné une critique négative pour Say Somethin'. Selon Ferguson, si cette dernière passe à la radio, seule sa « petite batterie » distrait et conclut que « Fly Like a Bird est un classique : Pourquoi tarir l'eau avec ce single ? »

## Structure musicale
Say Somethin' est une chanson de tempo modéré qui dure trois minutes et 45 secondes. Elle s'inspire des genres R&B et hip-hop,. Son instrumentation se compose d'orgues, de grosses caisses et d'effets sonores électroniques et informatisés. Selon la partition musicale publiée par Musicnotes.com d'Alfred Publishing, la chanson a une mesure en 4/4 avec un tempo modéré de 88 pulsations par minute. Écrite par Carey, Snoop Dogg, Chad Hugo et Pharrell Williams puis produite par The Neptunes, la chanson est composée dans la tonalité de Mi mineur et la voix de Carey s'étend entre les notes Fa3 et Si4. Le refrain a la séquence Mi majeur7, La majeur7 comme progression d'accords mais change en Si mineur durant le pont. Dimitri Ehrlich de Vibe considère la chanson comme une « curiosité musicale » et sa production comme « une instrumentation étrange, avec des changements mélodiques bizarres et des patterns trépidant ».
Dans sa critique de The Emancipation of Mimi, Jozen Cummings de PopMatters décrit la production et l'instrumentation : « La piste est un classique des Neptunes avec de grosses batteries et des effets sonores intergalactiques tandis que Carey ajoute sa jovialité, sa décontraction dans la chanson avec une voix sexy mais subtile, comme une femme timide qui n'a pas besoin de dire quoi que ce soit pour attirer l'attention de l'homme ». Say Somethin' parle d'une rencontre dans laquelle un homme dit qu'il est intéressé pour avoir une relation sexuelle avec une femme dans une salle de bains, qui accepte et répond : « If its worth you're while / Say somethin' good to me, ». Lors d'une interview avec Newsweek, Carey parle de la chanson : « Vous êtes d'accord. C'est une approche musicale totalement différente pour moi. Quand je l'ai entendu la première fois, j'ai pensé que c'était une piste drôle et intéressante mais je ne savais pas si elle me convenait ». De plus, elle trouve que les phrases « Something like volcanic / You and me seems organic / Just like stars and planets » n'ont « aucun sens » mais elle les « adore ».

## Accueil

### Critique
Say Somethin' reçoit généralement des critiques mitigées. Certains apprécient l'élargissement de sa palette musicale avec ce single tandis que d'autres critiquent sa production. Tom Ferguson de Billboard décrit la production comme « une série d'astuces » et trouve qu'elle rappelle les mélodies qui ont dopé les carrières de « simples artistes ». En concluant sa critique sur une note moyenne, il écrit : « la mélodie est palpable et la voix de Carey est appréciable mais Say Somethin' est principalement un rappel du temps où elle utilisait les autres pour booster sa carrière ». Elysa Gardner d'USA Today trouve la chanson « joviale et amusante » tandis que Jim Abbott de Orlando Sentinel la considère comme un « point culminant » de The Emancipation of Mimi,.
Barry Walters de Rolling Stone pense que la chanson manque de produire un ostinato mémorable et considérable mais il remarque son charme dance : « Elle a un rythme qui vous fait bouger, mais l'ostinato pop de la chanson n'accroche pas ». Alors que Jon Pareles du New York Times trouve que la chanson est « un plaisir truculent », Glenn Gamboa de Newsday trouve que la voix de Carey pourrait être facilement remplacée par une chanteuse moins expérimentée et écrit : « Elle résonne comme une fille accrocheuse dans sa propre chanson. Sa voix aurait pu être remplacée par Kelis ou Amerie que personne n'aurait été plus avancé, ». Bill Lamb d'About.com la considère comme sa chanson préférée de l'album en lui donnant quatre étoiles et demie sur cinq et trouve que c'est « un duo vocal parfait ». Lamb trouve la production « douce et maligne » et écrit : « La combinaison est magique. Vous allez chanter et danser sur cet air pendant les mois à venir ».

### Commercial

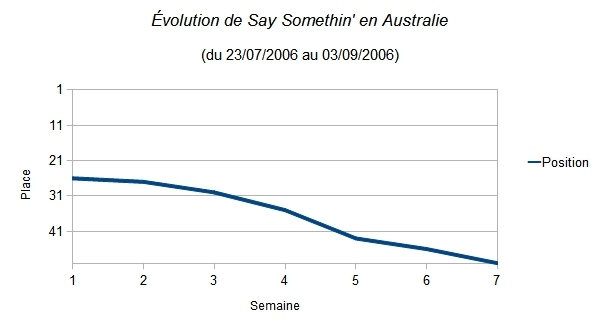
Évolution de Say Somethin dans le hit-parade australien.

Say Somethin' est diffusée sur les radios rythmiques et du top 40 des États-Unis le 3 avril 2006 pendant que Fly Like a Bird est envoyée aux radios urban. Même si elle est accompagnée par un clip, la chanson n'atteint que la 79e position du Billboard Hot 100. Au niveau mondial, Say Somethin' est l'une de ses chansons qui connaît le moins de succès et débute à la 26e position du hit-parade australien le 23 juillet 2006. Après s'être maintenue dans le classement pendant sept semaines, elle sort du top 50 le 3 septembre 2006. En Suisse, elle apparaît le 18 juin à la soixantième place. La semaine suivante, elle réussit à remonter à la 55e position avant de passer quatorze semaines dans le hit-parade. Dans le hit-parade britannique, Say Somethin' débute en 63e position le 10 juin 2006. Ne restant que quatre semaines dans le top 100, elle réussit à monter jusqu'au 27e rang avant de ressortir du hit-parade le 1er juillet 2006. Say Somethin' atteint la 23e place du classement irlandais et la 63e position du hit-parade allemand,.

## Clip

### Développement
Le clip de Say Somethin' est tourné à Paris en France et réalisé par Paul Hunter qui a déjà réalisé ceux de Honey et Don't Forget About Us. Snoop Dogg et Pharrell Williams apparaissent tous les deux dans la vidéo ; le dernier joue le rôle du petit ami de Carey. André Leon Talley, éditeur du magazine Vogue et ancien couturier, fait également une brève apparition. Lors d'une interview pour MTV, elle parle de son voyage en France et des coulisses de la vidéo :

« Vous savez pourquoi c'est génial de venir à Paris ? D'habitude, je suis dans une chambre d'hôtel et ne peux rien voir. Cette fois-ci, j'ai pu visiter la ville et m'y promener. J'adore Paris ; j'adore l'énergie de cette ville. Et cela m'a donné une nouvelle perspective sur cette chanson, l'une des premières que j'ai enregistré pour The Emancipation of Mimi. Il y a une ambiance chaude, quand vous êtes en voiture à Paris, un jour pluvieux dans une Maserati — qui ne fait pas ça chaque jour ? »

À part les acteurs qui jouent les paparazzis, Hunter engage de vrais paparazzis français sur des scooters qui attendaient de photographier Carey durant le tournage. Hunter pense qu'ils pourront rendre la vidéo plus réaliste. Pour les premières séances de tournage, Carey est la vedette du magasin Louis Vuitton sur les Champs-Élysées, l'une des avenues les plus prestigieuses de Paris. Quand elle décrit cette expérience dans la boutique, Carey explique : « Évidemment, quand on a le choix dans le magasin et que tu as le magasin entier pour toi toute seule, c'est le rêve de toutes les filles. Vous savez, c'est juste une journée standard agréable dans la vie de quelqu'un. Non, c'est une plaisanterie. Il y a eu une période dans ma vie où je n'avais qu'une paire de chaussures, donc je pense que c'est une excuse pour avoir ce bénéfice ». Après avoir fini le tournage en France, les scènes où apparaît Snoop Dogg sont filmées un dimanche à Los Angeles. Quand on lui demande pourquoi Dogg n'était pas présent à Paris, Carey répond :

« Si ces gars pensent que je suis une diva et que j'ai mes exigences, Snoop est le niveau suivant. C'est le roi du hip-hop ! Donc ses exigences pour aller à Paris sont au-delà des éditions platinum ; elles sont au-delà des éditions ultra-platinum ; elles sont comme les éditions de diamant. Nous adorons Snoop et souhaitions qu'il soit là mais je pense que tourner à L.A. sera mieux car il aura plus de temps, plus de contrôle. Il aurait sans doute été assailli dans les rues de toute façon. »

### Synopsis
Alors que l'introduction commence, l'écran affiche le mot « Mimi » en lettres noires. Puis on aperçoit une Maserati dans une rue de Paris encombrée avec plusieurs Mercedes-Benz noires qui la suivent. Alors que plusieurs paparazzis commencent à photographier la voiture de Carey par les fenêtres et le toit ouvrant, on voit cette dernière habillée d'un bikini à pois, allongée sur un lit dessiné par Louis Vuitton. Alors que l'on revoit la voiture, on entrevoit Carey à l'intérieur avec Pharrell Williams, qui commence à lui caresser ses jambes et la toucher sensuellement. On voit ensuite Carey et Snoop Dogg dans une bijouterie en train d'essayer plusieurs boucles d'oreilles. La vidéo se poursuit toujours avec Carey qui se balade dans un magasin Louis Vuitton aux Champs-Élysées. On la voit essayer plusieurs vêtements et chaussures à talons aiguilles tandis qu'André Leon Talley apparaît en simple employé. Après être sortis de la boutique, Carey et Williams marchent sur un pont de Paris et regardent la Seine. Le couple se caresse et s'embrasse publiquement sur le pont. Pour finir, Williams ramène Carey dans sa chambre d'hôtel. Alors que le couple arrive dans la suite, on voit le visage de Dogg. La vidéo se termine avec deux scènes interposées, dont l'une où Carey et Williams sont assis à table et l'autre où on les voit sur un pont. L'écran se noircit et le mot « Fin » apparaît.

## Versions
| CD maxi single australien 1. Say Somethin' (Album Version) – 3:44 2. Say Somethin' (Stereo Anthem Mix) – 9:45 3. Say Somethin' (Stereo Dub) – 9:35 4. Say Somethin' (Video) – 3:55 CD maxi single allemand 1. Say Somethin' (Album Version) – 3:44 2. Say Somethin' (Stereo Anthem Mix) – 9:45 3. Say Somethin' (Stereo Dub) – 9:35 4. Say Somethin' (Video) – 3:55 | CD single européen 1. Say Somethin' (Album Version) – 3:44 2. Say Somethin' (Morales Radio Edit) – 3:43 Vinyl 45 tours britannique 1. A1. Say Somethin' (Stereo Anthem Mix) – 9:45 2. A2. Say Somethin' (Instrumental) – 4:11 3. B1. Say Somethin' (Stereo Dub) – 3:21 4. B2. Say Somethin' (A Capella) – 3:50 |

## Crédits
Crédits issus de l'album The Emancipation of Mimi
- Mariah Carey – auteur-compositeur-interprète
- Snoop Dogg – auteur-compositeur-interprète
- Chad Hugo – auteur
- Pharrell Williams – auteur, chœurs
- The Neptunes – producteurs
- David Morales – remix, producteur
- Jermaine Dupri – mixage, producteur
- Brian Garten – enregistrement

## Classements
| Pays                                      | Position |
| ----------------------------------------- | -------- |
| Allemagne                                 | 63       |
| Australie                                 | 26       |
| Irlande                                   | 23       |
| Royaume-Uni                               | 27       |
| Suisse                                    | 55       |
| États-Unis Billboard Hot 100              | 79       |
| États-Unis Billboard Hot Dance Club Songs | 1        |

## Historique des sorties
| Pays      | Date          | Format               |
| --------- | ------------- | -------------------- |
| Allemagne | 1er juin 2006 | Téléchargement légal |
| Australie | 1er juin 2006 | Téléchargement légal |
| France    | 1er juin 2006 | Téléchargement légal |

## Compléments